# Аркауловское
Аркауловское (баш. Арҡауыл һаҙлығы; Ассы) — болото в Салаватском районе на северо-востоке Республики Башкортостан. Находится в 0,7 км северо-восточнее села Аркаулово Аркауловского сельсовета. Относится к бассейну реки Юрюзань. С 2005 года охраняется государством как комплексный памятник природы регионального значения «Аркауловское болото».
Располагается на высоте 280 м над уровнем моря в урочище Горелое Болото между рекой Муклек и его притоком — ручьём Солёный Ключ.
Площадь болота составляет 150 га. Представляет собой низинное болото карбонатного типа, питающееся за счёт подсклоновых сильно минерализованных грунтовых и поверхностных вод.
Среди флоры болота встречаются следующие редкие виды растений: багульник болотный, брусника, шикша, бровник одноклубневый, голубика, дремлик болотный, клюква мелкоплодная, липарис Лёзеля, пальчатокоренник Руссова, схенус ржавый и др.
Имеет научное и природоохранное значение.